# Pearl City
Pearl City är en stad på Oahu Honolulu County, Hawaii, USA med cirka 30 976 invånare (2000). Staden ligger längs med Pearl Harbors norra kust. 'Aiea gränsar till Pearl City i öst, och Waipahu i väst.